# P. Knutzen
Peter Knutzen (født 14. januar 1887 i Søby på Ærø, død 23. februar 1949 i København) var en dansk jurist og generaldirektør for DSB.
Hans forældre var gårdbestyrer Jens Christian K. (1860–90) og Marie Christine Bladt (1855-1947. Han blev gift den 2.9.1914 med Karen Margrethe Knudsen (1892-1979).

## Uddannelse og karriere
Han tog præliminæreksamen i Ærøskøbing 1904, og var postelev og postmedhjælper i Skælskør. 1907 bestod han sin posteksamen med højeste karakter. 1909 blev han fastansat i generaldirektoratet for Post- og Telegrafvæsenet. 1911 blev han student fra Wedels kursus og 1915 cand.jur. hvorefter han i 1916 blev fuldmægtig. Fra 1919 til 1921 var han det danske postvæsens kommissær i de sønderjyske landsdele ved deres overgang til Danmark 1919–21, fra 1921 postinspektør i København, fra 1927 kontorchef i generaldirektoratet for post- og telegrafvæsen. Efter at han havde været sekretær i postspareudvalget 1920 beskikkedes han af statsminister Niels Neergaard til sekretær for Sparekommissionen af 21. Februar 1921, 1922 blev han sekretær på Orlogsværftet og hærens tekniske virksomheder, 1923 i administrationskommissionen og 1929 i lønningskommissionen. Desuden deltog han i rekonstruktionen af Det Danske Luftfartselskab og var medarbejder i lønningsrådet 1919–31.
Efter 27 års tjeneste i postetaten udnævntes P. Knutzen i 1931 til generaldirektør for statsbanerne. Blandt hans initiativer var lyntogene, nye hurtiggående motorfærger, bedre vogntyper og DSB's overtagelse af en del private rutebiler.
Efter regeringsomdannelsen i juli 1940 opfordrede udenrigsministeriet kraftigt P. Knutzen til at påtage sig hvervet som formand for Dansk-Tysk Forening, som var under etablering. Han påtog sig hvervet og fik derved ry for at være tyskvenlig. Regeringens formål var at give mulighed for at tyskere, herunder okkupanter, i ledende stillinger kunne træffe ikke-nazistiske danske. Formålet med foreningen var også at åbne ledende tyskeres blik for de danske nazisters uduelighed. Dansk-tysk forening der blev finansieret af udenrigsministeriet ophørte at fungere 28. august 1943 samtidig med regeringen.
Det der havde været anerkendt i 1940 var ikke fem år senere. Umiddelbart efter befrielsen suspenderede den nye trafikminister, kommunisten Alfred Jensen P. Knutzen med henblik på en undersøgelse af dennes forhold under besættelsen. Der fandtes ikke grundlag for at rejse tiltale efter Straffelovstillægget, men Tjenestemandsdomstolen dømte P. Knutzen til afskedigelse om end med pension. (Tjenestemandsdomstolen fungerede 1945-47 med det formål at undersøge og afgøre sager mod danske tjenestemænd, som under den tyske besættelse havde "udvist uværdig national optræden")
John Christmas Møller sagde under et foredrag i Studenterforeningen den 23.11.1946 at det var urimeligt at dømme Knutzen når ministre på hvis opfordring han havde tiltrådt formandskabet i Dansk-tysk forening gik fri.
P. Knutzen forstod ikke domfældelsen der gav ham hans livs knæk. Hans skæbne ses ofte som et eksempel på, at mange mindre betydningsfulde forhold blev hårdere bedømt umiddelbart efter krigen end i en senere tid.